# 韓国瑜
韓 国瑜（ハン・グォユィ、かん こくゆ、繁体字中国語: 韓 國瑜、1957年〈民国46年〉6月17日 - ）は、中華民国（台湾）の政治家。外省人。2020年に実施された第15回中華民国総統選挙では中国国民党の正式公認候補であった。2020年6月6日に実施された高雄市長罷免案投票により罷免同意多数により、2020年6月12日をもって罷免された。これによって中華民国で初めて罷免された人物となった。2024年1月の第11回立法委員選挙で全国不分区および僑居国外国民立法委員選挙区名簿順位1番として再選。同年2月1日に立法院長に選出された。

## 経歴

### 学歴
陸軍歩兵学校、東呉大学外国語学部英文学科を経て、国立政治大学東亜研究科修士課程修了。但し、2001年に北京大学政府管理学院（日本の大学における学部にほぼ相当）の博士課程に出願していること、同学院の2009年の卒業生リストに「韓国瑜」の名前が記載されていることが留意点として挙げられる。

### 政界入り
大学卒業後は省立花蓮師範学院、世新学院、中国文化大学などで教鞭を執っており、中国時報の撰述委員を務めたが、1990年代に台北県議（現在の新北市議会議員）を経て、立法委員を3期務めた。その後は短期間の中和市副市長（現・新北市中和区副区長）を経て、在野で台北農産運銷公司（台北市青果市場）の総経理を務めたり、雲林県でヴィクトリア・アカデミー財団法人を設立する程度で、政治への関りは薄かった。

### 立法委員時代

#### 陳水扁暴行事件
1993年5月5日、立法院国防委員会の退役軍人関連予算の審査中、民進党の陳水扁が「大陸栄胞センター」（「大陸栄胞」は中国で国共内戦を戦った退役軍人を指す）の予算質疑において、同センターの職員数が収容者のわずか4分の1であるにもかかわらず、職員の人件費は収容者の生活費の1.51倍であると指摘した上で、「栄胞を養豚の豚と見なしている」と発言した。この発言を「栄胞」に対する侮辱と誤解した韓国瑜は激怒し、陳水扁の机をひっくり返し、さらに頭部を殴打した。陳水扁はこの負傷により3日間入院し、翌日に民進党が国民党に対して謝罪を要求すると、翌々日には立法院の外で双方の支持者が衝突する事態にまで発展した。

#### 台湾第四原子力発電所
1994年7月、台湾第四原子力発電所の建設をめぐり、反核団体が建設支持派の韓国瑜、洪秀柱、林志嘉らのリコールを請求した。9月には5万人を超える署名が集まり、リコールの可否を決定する住民投票が行われることになった。
与党の国民党は署名活動期間中に公職人員選挙罷免法を改正し、「リコール投票はその他の選挙と同時に行うことはできない」と新たな規定を作り、さらにリコールの成立要件を「有権者の3分の1以上の有効投票および賛成票が反対票を上回ること」から「有権者の2分の1以上の有効投票および賛成票が過半数であること」へと改定した。
この法改正により、韓国瑜らに対するリコール投票は同年12月3日の省市長・省市議員選挙と同時には行われず、11月27日に単体で行われることになった。投票の結果、投票率はわずか21％にとどまり、リコール案は否決された。
（台湾第四原子力発電所の建設経緯については台湾第四原子力発電所#第四原発をめぐる台湾の歴史年表を参照）

### 2017年中国国民党主席選挙
2017年1月12日、党の財務情報の公開や組織機構のスリム化を掲げて国民党の主席選挙への立候補を表明した。3月6日、両岸関係について、中華民国憲法を改正して「一国（中華民国）二地区（台湾地区・大陸地区）」を明文化すべきだと主張した。4月10日の政見発表会では「現在の国民党の立法委員は公務員のようになってしまっている」、「長期連任が後進の道を阻んでいる」と党内批判を展開したが、具体的な方策は示さず、腹案があると述べるにとどまった。また台湾の将来発展については「国防は米国に頼り、科学技術は日本に頼り、市場は中国大陸に頼り、努力は自分自身に頼る」と述べた。5月20日、投票の結果、得票率5.84%で落選した。

### 2018年中華民国統一地方選挙
2018年中華民国統一地方選挙では高雄市長の国民党公認候補となった。選挙期間中はディズニーランドの誘致や太平島での石油採掘、高雄の人口を277万人から500万人に増やすことなどを公約に掲げたほか、南部出身ながらも就業機会に乏しい地元を去り、台北などの北部に流れた「北漂」と呼ばれる青年たちを呼び戻すと訴えた。当初は泡沫候補とみられていたが、国政での蔡政権への失望感も取り込んで瞬く間に支持を伸ばし、民主進歩党の地盤ともいえる高雄市で20年ぶりに国民党系市長となった。その勢いは姓をもじって「韓流」と呼ばれ、2018年の台湾におけるGoogle検索ランキングでも8位となった。馬英九ら旧来の国民党主流派と一線を画する反エリート主義的なポピュリストと評される。
選挙期間中には「1本のミネラルウォーター、1杯の滷肉飯」をスローガンの1つに掲げ、庶民性をアピールしていたが、2019年4月29日の質疑において選挙運動に関わる政治資金収支を公開し、総収入が1億2,919万779ニュー台湾ドル、総支出が1億1,408万7,536ニュー台湾ドルであったことが明らかになった。同年8月14日に監査院が公開した統一地方選挙における各候補者の政治資金収支により、これらの金額が対立候補であった民進党の陳其邁の同収支の約2倍に相当すること、さらに新北・台北・桃園・台中・台南・高雄の6大直轄市（六都）の当選者の中でも2番目に高額であったことが判明した。
2019年6月5日、台湾のテレビ局を監督する国家通訊伝播委員会(NCC)が統一地方選挙の投票日前の2週間（2018年11月10日から23日まで）、主要11局を対象に行った調査の結果を発表した。調査の結果、中国寄りの報道が多いと言われている旺旺グループの中国電視と中天電視の2局が期間中に放送したニュースにおいて、本数と放送時間のいずれにおいても5割以上を韓国瑜の話題が占めていたことが判明し、NCCは各テレビ局に対し「政党や選挙区にかかわらず候補者を公平に扱うことを求める」と勧告した。なお、中天電視は同年3月にも「特定の人物（韓国瑜）に関する報道の比率が過度に高く、公平の原則に反する」としてNCCから100万ニュー台湾ドルの罰金を課されている。こうした偏向報道に対する不信感を背景に、同年6月23日、台北市で親中メディアに反対する大規模なデモが行われたが、韓国瑜は「多くのメディアが私にとって不公平な報道をしているのに、デモ参加者たちはなぜその問題を取り上げないのか」と不満を示し、「少しも当を得ていない」と批判した。（デモの詳細については「拒絶紅色メディア、守護台湾民主」デモを参照）

### 高雄市長就任

#### 両岸関係

##### 中台平和協定に対する態度
2019年2月22日、海外メディアと会見し、12日に国民党の呉敦義主席が「2020年の総統選で国民党が政権復帰した場合、中華人民共和国と平和協定の協議を行う」と述べたことについて、「大多数の台湾人は現状では統一を受け入れられない」と自身の見解を示した一方で、「平和協定は両岸関係の最終発展型であり、時がたつにつれ避けがたくなっている」と述べた。

##### 国台弁主任らとの会談
2019年3月22日から28日にかけて、香港、マカオを含む中国各地を訪問した。蔡英文政権への警戒を強める中国側は、中国の台湾政策を主管する国務院台湾事務弁公室の劉結一主任、中央政府駐香港連絡弁公室の王志民主任、林鄭月娥（キャリー・ラム）香港行政長官、中央政府駐マカオ連絡弁公室の傅自応主任らが会談に応じたほか、4年間で計52億ニュー台湾ドル規模となる農水産物輸出意向書を締結するなど、異例の歓待をみせた。
一方台湾では、国台弁、香港中連弁、マカオ中連弁、いずれの会談予定についても事前に公表されていなかったことから、超党派の議員らがこれらの会談を「密会」と批判した。台湾の対中政策を担当する大陸委員会は、国台弁との会談のみ前日の夜に葉匡時副市長を通じて電話で連絡があったことを明かしたが、「台湾に戻った後、報告書の提出を求める」とした上で、今回の訪中が政治的な内容に関わるものと判断される場合、両岸関係条例違反で50万ニュー台湾ドルの罰金を課す可能性があると言明した。これに対し、韓国瑜は訪問先のアモイでの記者会見で「（大陸委は）頭がおかしくなったのか？」と述べ、輸出意向書締結の成果を強調した。
国台弁での会談で韓国瑜は「九二共識を強く支持する」と表明し、劉主任は「台湾同胞と団結し、台湾独立に反対する」と応じた。会談の内容は冒頭部分しか公開されていないが、国台弁の運営する「中国台湾網」が「（今回の訪中で）韓国瑜は一国二制度の成功を目の当たりにした」といった旨の内容を報じたこと、また上述のように大陸委が両岸条例違反の可能性について言及していたことなどから、高雄市議会では韓国瑜に対して「会談中に一国二制度について言及したか」、「一国二制度を支持するか」などと追及された。これに対し、韓国瑜は「政治の話はしなかった」、「中華民国を支持する。一国二制度には反対だ」と回答した。

##### 香港の反送中デモに対する態度
2019年6月9日、高雄市内で端午節のイベントに出席した後、同日に香港で発生した2019年香港民主化デモ（反送中デモ）に対する見解を求められ、「よく知らない」と答えたことで批判を浴びた。11日、この件について「（イベント中に）初めてドラゴンボートを漕いだ上に、20分間太鼓を叩き続けていたため、ずっとめまいがしていてあのような回答になった」と釈明し、「基本的なことは知っているが、詳しいことは分からない」、「全容が分かってから説明した方がいい」と述べた。
7月の世論調査では現職の蔡英文の支持率がこのデモの影響で韓国瑜ら国民党候補を初めて逆転した。
8月5日、香港で二度目の「三罷」（出勤・登校・商業のストライキ）が呼びかけられたことについて、「香港の民主制度を支持する」と言明した上で、「このような動乱が続けば香港だけでなく台湾も重大な損失を負うことになる」と述べた。一方、反送中デモに賛同する民進党、時代力量の議員は「動乱」という表現が用いられたことに反発した。時代力量の黄捷は韓国瑜が市長選の際に「当選したら政治に意識が及ぶような集会やデモを禁止する」と発言していたことに言及し、「一貫して反民主的で、戒厳令時代へ退行しようとしている」と批判した。
反送中デモとも関連した王立強事件では王立強は「2018年に民進党を攻撃するためのネット企業に資金を提供し、20万以上のネットアカウントを作成して韓国瑜のファングループを立ち上げたり、学生グループなどを組織した。」と主張し、2020年総統選挙にも影響を与えた。(詳細は中国による浸透工作)

#### 自由貿易経済特区条例草案の支持
2019年3月18日、国民党が立法院に提出した「自由貿易経済特区条例」草案を支持する声明を他の国民党系県市長と共同で発表した。同条例が規定する「自由貿易経済特区」は中国製品の加工貿易などが念頭に置かれており、「中国製品の産地偽装を幇助するものだ」、「国内産業と連結しておらず、国際競争力を高めることはできない」といった批判が出た。5月6日、蔡英文総統は自身のFacebook上で「台湾製品と中国製品の境界を曖昧にすることはできない」と牽制し、さらに7日には記者団に対し「自由貿易経済特区の概念が公平な貿易であるか否か、国際社会ではすでに検証が始まっている。自由貿易経済特区を有する多くの国がOECDの検証を受けている。国際社会における趨勢では決してない」と見解を述べた。

#### 高雄ライトレール事業の差し止め
高雄ライトレールの2期事業を差し止めている。高雄市政府捷運工程局の局長人事は韓により元台北市政府捷運工程局出身者に代わり、差し止め区間を別ルートあるいはよりコストと工期のかかる高架式あるいは地下式を提唱しているため、問題が長期化している。

#### 各種施設やイベントの誘致
競馬場、ディズニーランド、早稲田大学高等部分校、フォーミュラ1、Pokémon GOのイベント、北京ダック料理選手権など、高雄への各種施設やイベント誘致を表明しているが、いずれも実現には至っていない。また、台湾が実効支配し、高雄市旗津区に属する太平島で石油掘削を行うと選挙期間中の公約で掲げていたが、石油業の台湾中油が費用や安全性の面で現実的ではないとコメントしている。その後、2019年6月に愛河で油汚染が発生した際に「太平島へ行く必要がなくなった」と市民に皮肉られている。
このようなことから、2019年6月から7月にかけて高雄市長として出席した市内各校の模範学生表彰式では、市政を批判する中高生が相次ぎ、韓国瑜は「それぞれの意見を尊重する」とコメントした。
2019年9月23日、高雄市の次年度予算説明会において、選挙期間中に公約として掲げていた太平島の石油掘削の予算はどこに組み込まれているのかと質疑を受け、「誰が石油を掘削するなんて言ったんだ？」と回答した。これについて、選挙期間中に行われた政権発表会や政治番組などで市債残高の縮減策として太平島の石油掘削を主張していたこと、また市長選の選挙ポスターにも「太平島の石油掘削」と記されていたことが指摘されている。

#### 観光
市の観光プロモーション強化の一環として、月替わりで著名人をイメージキャラクターに起用している。
2019年
- 1月：白冰冰（歌手）[86]
- 2月：陳文茜（キャスター）[86]
- 3月：ダニー・ユン（中国語版）（上海出身、香港の芸術家）[86]
- 4月：荘智淵（高雄出身の卓球選手）[87]
- 5月：波特王 Potter King（Youtuber）[88]
- 6月：虎妮（中国語版）（フニー、台湾産バーチャルYouTuber）[89]

#### 八八水災被災者救済
2009年の八八水災で村全体が壊滅した甲仙区小林村の被災者が市に賠償を求めていた裁判で、一部の原告についての最高法院から高等法院への差し戻し審で市の敗訴が確定し、韓は上訴しないことを表明。長年の被災者の闘いに決着をつけた。

#### 防災
2019年6月30日、デング熱発症者が市内で確認された際に「中央政府はインドネシア人やベトナム人ばかり援助して高雄市には無関心だ。」と民進党政権および中央政府を批判するも、衛生福利部は「1人目の症例を確認した5月の時点で既に市への予算配分と人的支援は行っている。」と反論した。従来は台南市内が中心だったデング熱の蔓延に対しての市政府の初動の遅れが批判をうけたり、多発する市内の豪雨水害の発生直後に20時間ほど消息不明となったことで『神隠少女（日本のアニメ映画千と千尋の神隠し）』に喩えられた。

#### 総統選候補選出以降
2019年7月、中華民国総統選挙の候補に選出され（詳細は次項参照）、その前後から台湾各地での総統選挙遊説が目立つようになった一方、（前項の防災などで）市政が疎かになっているのではないかと指摘されるようになった。デング熱対応で不在がちだった時期には、韓と市長選を争いその後行政院副院長へ転身した陳其邁が高雄に派遣されていたこともあり、中国語版ウィキペディアでは陳の記事が「兼任高雄市長」と書き換えられるほどだった。
8月22日には10時半から高雄市庁舎で予定されていた自民党青年局訪台団との会談に25分遅刻し、「早朝から予定が詰まっていた」と釈明した。
市政における一連の行動からか、就任半年の6月末時点で早くも罷免のための署名運動が始動している。

#### メガポート・フェスティバル中止
2019年9月11日、市内駁二芸術特区で2006年以降ほぼ毎年開催されてきた音楽祭「大港開唱（メガポート・フェスティバル）」について、主催者は「市長就任以降市政府の支援を得られていないと感じている」として2020年の開催を中止すると発表した。直後に台南市長の黄偉哲が代替地として台南を打診している。かつてこのフェスに2度参加し、9月12日に開いた港台共同の反送中パレード（9月29日開催）の記者会出席時にこの件のコメントを求められた香港のポップシンガーで民主活動家のデニス・ホー（何韻詩）は中止は受け入れることができないと述べた。

#### 市議会質疑人数抽選制
2019年9月24日、市議会で定時閉会が可決されたことに伴い、市議会の定時（18時）閉会を目指す一環として市議の質疑人数を抽選で絞るようになった。定数66に対し質疑に参加できる議員は僅か12人で、初日に抽選を外した時代力量の黄捷は激しく非難しただけでなく、翌日には議員の権益を侵害しているとして行政法院への提訴に踏み切った。蘋果日報の調査では高雄市以外の六都では質疑順序についての抽選は実施していたものの、質疑の人数自体を制限する抽選は行われていなかった。2014年の高雄ガス爆発事故直後の市議会では陳菊が夜9時すぎまで議会で答弁していたことと比較して、「出勤時は遅刻し、退勤時は定時」などと現市長を皮肉る市民もいた。

#### 市政評価
以下のものは市長としてのもので総統候補としてのものではない。

9月9日、経済誌『天下雑誌』が毎年この時期に行う県市長に対する満足度調査で韓国瑜は最下位の22位、同じく国民党の盧秀燕台中市長は21位となった。するとインターネット上で「調査結果は2018年の資料に基づいたものであり、責任は前任者にある」というデマが拡散され始めた。このことを受け、12日、『天下雑誌』は「本調査は今年7月18日から8月22日までの世論を調査したものであり、前任者の資料を用いて現任者を評価したものではない」と説明したが、韓国瑜は14日に台中で「調査結果は2018年の資料に基づいたもの。民進党の議員は陳菊（前高雄市長）や林佳龍（前台中市長）を批判するべきだ」と述べた。
なお、総統選出馬を公言していなかった5月時点では、毎年同時期にオピニオン誌『遠見雜誌』が行う県市長に対する満足度調査の2019年度調査結果において、施政評価で67.3（六都で3位タイ、22県市中13位タイ）、満足度が57.9（六都中2位、22県市中11位）といずれも前任より下げたもののまずまずの滑り出しだったが、一方で不満足度も26.6で台北市や台中市に次ぐワースト3（六都、22県市とも）だった。

### 2020年総統選候補
市長就任から間もなく翌年の中華民国総統選挙の有力候補者として世論調査で高い支持率を集める一方、支持者の一部から「市長としての責務を全うすべき」とする声があがったほか、国民党の王金平前立法院長が「党内で最も高い支持率を得ているのは事実だが、市長就任から2ヶ月で総統選に鞍替えでは高雄市の有権者に申し訳が立たないだろう」と述べるなど、党内でも出馬を疑問視する声があり、しばらくは「（総統選については）興味がない。高雄のことに専念するのが最優先だ」と態度を保留していたが、2019年6月8日、党内統一公認候補を争う予備選挙への立候補を正式に表明した。
7月15日、翌年の中華民国総統選挙の党内統一公認候補を争う予備選挙にて「庶民総統」を掲げ、前新北市長の朱立倫や鴻海精密工業創業者の郭台銘を大差で破って勝利した。翌年の総統選挙本番では現職総統の蔡英文と対決することが決定された。同月28日、国民党の全国代表大会で総統選候補に正式に選出され、「礼儀正しい紳士的な争いではなく、中華民国と台湾の次世代の生死がかかった戦いとなる」、「中華民国を守るのか、滅ぼすのか、台湾海峡危機か、両岸の平和かを選ぶことになる」と演説した。
10月15日、総統選に向けた選挙活動に専念するため、翌16日から3ヶ月の長期休暇に入ること、休暇中の全ての市長職務を葉匡時副市長に一任することを発表した。5月に市議会で「市長が現職のまま総統選に出ることになったら高雄市政は空転してしまうのではないか？」と質疑を受けた際には「平日は高雄市政、休日は総統選ではいけないのか？」と答弁しており、事実上の方針転換となったが、これについては釈明することなく、発表後は軍歌『我現在要出征』（今から出征だ）を熱唱して報道陣の前から立ち去った。後日、選挙活動のための長期休暇が批判を受けていることについて、「蔡総統も休暇を取得し、完全に平等な状況で競うべきだ」と述べた。

### 2020年総統選挙

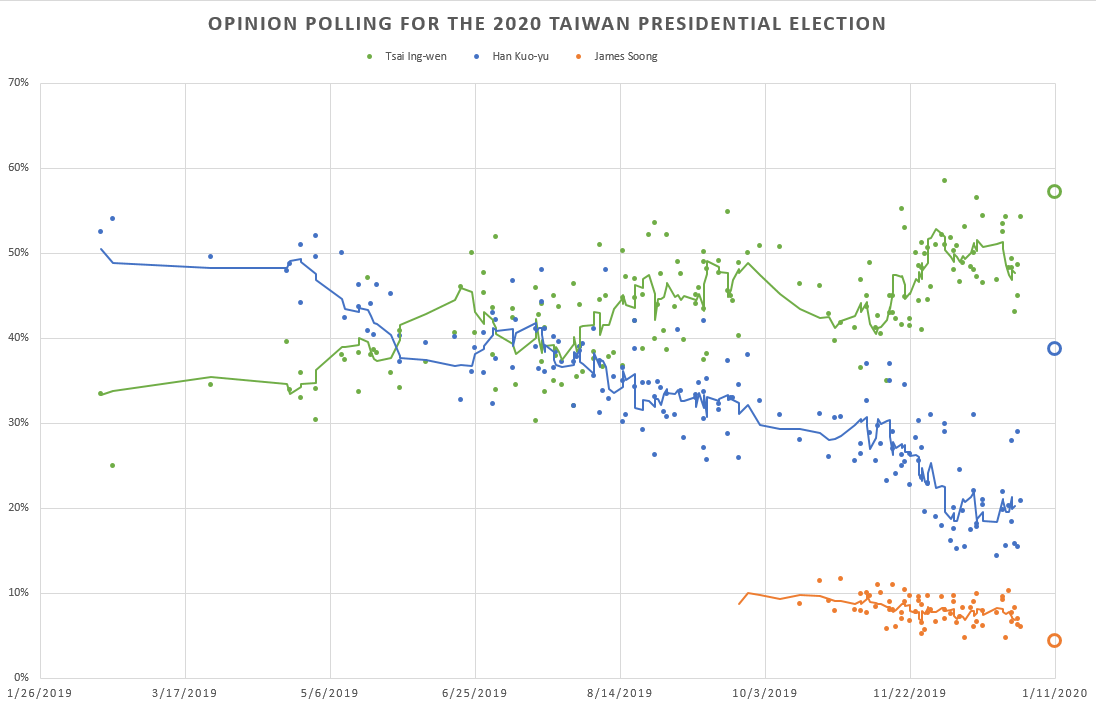
2019年1月からの世論調査推移（青が韓国瑜）

総統選前の民調（世論調査）では初期こそ蔡英文を上回っていたが、7月の香港情勢を機に逆転し、最後まで差が拡大し続けた。
候補者届出の11月になると市政での実績や自身の過去に様々な報道が相次いだ。
「高雄発大財（高雄大繁盛）」をスローガンに市長当選を果たし、農水産物の海外売り込みに熱心だったが、年初に海外（中国、香港、マカオ、マレーシア、シンガポール）と締結した覚書の執行率（売上高）は10月時点でも5.9%に過ぎなかった。また前職の台北農会時代も中国と交わした農産物828トンの売買覚書の執行率は11%の87トンにすぎず、むしろ中国産食品の輸入が284トンと輸入超過となっており、「中国発大財」と指摘される有様だった。
南港区に7,200万台湾ドルの豪宅（高級マンション）を所有していると11月6日発売の壹週刊が報じると、2014年に購入した豪宅が韓本人の失業期間中（北農役員に就任前）に購入されたことや、デベロッパーによる20%の値引きがなされていたことが問題視された。この物件は行政院農業委員会系の公企業台湾肥料公司（台肥）のもので、割引を認めた台肥にはいずれも国民党の元立法委員鍾栄吉と李復興が重役として在籍していたため、便宜を図ったのではないかとの疑惑が喧伝されるようになった。他にも南港区や内湖区で複数の豪宅売買で多額の転売益を得ていることが暴露され、標榜していた「庶民総統」と異なる実態が明らかとなった。記録によると、家族名義も含めて台北に4件、雲林に2件、カナダに1件の不動産を所有していることが判明している。
夫人と義父は1998年時点で地元雲林県の濁水渓河川敷で採石業を営んでいたが、土地の使用や採石についての許可取得絡んで管轄する水利局への圧力があった疑惑を時代力量の黄国昌が暴露した。その後の黄国昌による更なる暴露によって、当時立法委員だった夫である韓の関与が取り沙汰され、韓は1998年は夫人と知り合う前で自分は無関係だと釈明したが、長女の出生は1996年であることから答弁が矛盾しているのではないかと疑念を呼ぶことになった。
また市長選時の外国人からの献金が報告書に記載されていないことで追及を受けた。
日本アニメ「僕のヒーローアカデミア」の現地表記「我的英雄學院」の字面「我英」が「我愛蔡英文」を想起させるとして、同作品の視聴自粛も呼び掛けるなど韓の支持者がの動揺もみられたが、むしろ逆転勝利するという党内民調をもとに韓は強気の姿勢を崩していなかった。
投票本番では前回の朱立倫の得票数から200万票を上積みしたものの、同様に前回得票の689万票からさらに120万票を上積みした蔡には及ばず265万票差をつけられて敗れた。
前回市長選を15万票差で勝利した地元高雄市では前日まで決起集会を開くなどしたが、山間部原住民地区の3行政区を除いては市長選の票田だった鳳山区をはじめ得票率を落とし、六都で最大となる約50万票の得票差（蔡109万、韓61万）が生じた。定数8の立法委員選挙（小選挙区制）でも民進党が全区を獲得した。全国規模で投票率が上がったが行政区分別での投票率上位10傑はすべて南部で、うち7ヶ所を高雄市の行政区が占め橋頭区では80.55%を記録した。北部でも台北で50万人いるとされる柯文哲支持者は蔡英文に投票したとみられ、韓の地元で国民党の侯友宜が市長となった新北市でも蔡英文が前回より20万票上積みした、両市での得票差も約50万票となった。

### 市長復帰
選挙後は市長職に復帰したが、1月13日の登庁初日にも遅刻した。20日には国民党員からも韓の党からの除名を要求する署名活動の動きが報じられた。

### 罷免

投票傾向（緑が濃いほど罷免同意が多い）

6月6日罷免確定後の街頭

2019年10月、市民団体が市長のリコールを要求する運動を開始した。
条件は以下のようになる。
- 提議 - （直近選挙の2018年市長選挙における）全有権者数の1%=約2.3万人分。（10月11日に到達）
- 連署 - 60日間で同10%=約23万人分。（1月19日に開始し、14日目の2月11日に到達し[141]、2月23日に50万人分に到達[142]）
- 投票 - 賛成票が同25%=約58万票以上かつ反対票より多いこと

2020年3月9日、市民団体はリコールを求める市民の署名40万人分を市選挙委員会に提出した。
2020年4月、市選管の審議と中央選挙委員会の承認を経て、罷免投票が6月6日に行われることが決定した。

#### 投票までの攻防
韓陣営は1月20日の中選會の決定を不服として台北高等行政法院に異議申し立てを行ったが、4月17日に棄却。4月17日の罷免投票日程決定に対する異議申し立ても5月7日に最高行政法院が棄却（差し戻し）。5月11日に再度台北高等行政法院への異議申し立てを行うも5月22日に棄却された。
一方投票日が確定すると、罷免を主導する市民団体は、市街地に「666 罷免同意 韓國瑜」と書かれた看板を多数設置したが、市政府工務局によって違法建築認定されたために強制撤去された。市民団体は違法とならない壁面への映像投影や、アドバルーンを用いて摘発を回避。韓陣営も支持者がバス停に『清廉好市長 韓國瑜』と書かれた広告を出稿して対抗した。市民団体側はさらに高圧洗浄機で路面のコンクリートに直接『666 投票罷』の文字を描いたが、市警察局は違法性はないとして、摘発は見送った。なお、路面の文字は未明に市当局によって上書き消去された。
防疫上の措置により14日間の隔離を覚悟で、投票のために留学先の日本から高雄へ戻った学生もいた。
韓陣営は規定の最低投票率25%に達しなければ投票自体が無効になることを意識してか、支持者に投票へ行かないように呼び掛けていた。また投票所については市内1,823ヶ所を予定し、大部分は公立学校だったが、新型コロナの防疫を理由として市政府教育局が貸し出しを拒否するなどで5月5日時点で約500ヶ所の不足が懸念されていた。しかしそうした措置を無視して投開票所を設置する学校もあり、数日で確保に成功すると、政治学者の范世平は高雄市民を称えた。しかし300ヶ所については2018年の市長選時から場所が変更されており、罷免を主導する市民団体は投票率を下げようとする市長の妨害だと非難した。
5月30日に行われた罷免説明会（通常の選挙での政見放送に相当）には被罷免者も原則出席することになっていたが、欠席した。

#### 投票結果
2020年6月6日、罷免投票において、高雄市有権者数の25%以上である93万9090票が罷免同意に投じられ、高雄市長を罷免されることが決定し、2020年6月12日をもって罷免されたまた、公職人員選挙罷免法により高雄市長に再立候補することが4年間できない。日本の政治学者小笠原欣幸は「韓と国民党の自滅」と分析している。
年初の総統・立法委員選で全国最高の投票率80%超を記録した橋頭区では、今回も唯一50%超を記録し、同じく北部の梓官区および大社区も47%台と全市平均より高い投票率だった。一方山間部の3区ではいずれも投票率は1桁だった。

#### 余波
罷免成立の6日夜、高雄市議会の議長許崑源が遺体で発見された。自殺とみられている。12日より再選挙（8月15日投開票）までの代理市長として元副市長の楊明州が就任した。代理市長の楊は就任初日からそれまでの慣例通り午前8時前に登庁し市議会でも韓時代の抽選制を廃止。すべての質疑に回答し、中断していた高雄ライトレール2期の見通しを語るなど、早くも市政に対する信頼を取り戻すこととなり、ネットでは「高雄には市長がいる」と好意的な声が寄せられた。

### 2024年中華民国立法委員選挙・立法院長へ
2022年の統一地方選挙において、国民党中央助選団副団長に就任。各地で国民党候補の応援演説を行い、久々に政治の表舞台に復活した。
2024年1月の第11回中華民国立法委員選挙で比例代表名簿順位1番として立法委員に返り咲いた。同年2月1日に就任し、同日に立法院長に選出された。

## 発言
- 2019年2月、「早稲田大学が高雄に高等部の分校を設立するつもりだ」と公言していたが、同年4月、早稲田大学側は自由時報からの問い合わせに対し、「（台湾での学校設立について）現在、特に予定はありません」と否定している[74]。
- 2019年3月6日、工商協進会での講演で「フィリピンから英語の話せる人材を教師として招き入れてはどうか」という意見が出た際、「それはおそらく高雄市民と台湾人にとって大きな衝撃となるはずだ」、「マリアがどうして先生に？[注釈 6]」と発言した[170]。これに対し、マニラ経済文化辦事所（台湾におけるフィリピンの外交機関）は「フィリピンは世界で4番目に英語が使用されている国であり、人口の92%が英語を第二語言としている」と説明した上で、「マリア」という言葉がマイナスの意味合いで使われたとして深い遺憾を表明した[171]。
- 2019年5月22日、米中貿易戦争における台湾の役割について問われた際、「多くの人たちは台湾が国連加盟国でないことを最悪に不利だと思っているが、私はむしろ有利だと考えている。なぜならヨーロッパのスイスも国連加盟国ではないからだ」と発言した[172]。（スイスは2002年から国連に加盟している）
- 2019年6月14日、民視新聞のインタビューで「台湾には『黒韓』（韓の顔に泥を塗る、恥をかかせるの意）の産業チェーンがある」、「彼らはキーボードの後ろに隠れて、金をもらって仕事をしている」と述べ、「雜碎」、「孬種」などの卑罵語を用いてこれを強く批判した[173]。同年9月8日、新北市で開かれた自身の決起集会でも「他奶奶的」、「恁爸等你」といった卑罵語を用いて「黒韓」を批判した[174]。いずれの発言も一部メデイアは伏せ字や自主規制音を用いて報道している。また同年6月23日、台北市で親中メディアに反対する大規模なデモが行われた際には「『黒韓』の産業チェーンは週休2日にして土日くらいは休業したらどうか」と皮肉交じりに述べた[42]。
- 2019年7月、中天電視の政治評論番組にて「初めての投票は22歳のときで民進党に投票した」と発言したが、韓国瑜が22歳だった1979年当時に民進党はまだ結党されておらず（民進党は1986年に結党）、民進党支持層および白色テロ犠牲者の歓心を買うものと批判を受けた[175]。
- 2019年7月23日、日本の対台湾窓口機関、日本台湾交流協会の大橋光夫会長と面会したのち、「（大橋会長から）訪日を要請され、受け入れを表明した」[176]と報道陣に語ったが、同月25日に交流協会側はこれを否定し、「訪日を検討しているとの話が先に韓氏からあり、それに対して大橋会長が歓迎を表明した」[177]と釈明した。 なお、訪日は同年10月の予定だったが、8月4日、市内の台風被害やデング熱への対応優先を理由に中止している[178]。
- 2019年8月12日、自身のFacebook上で「市長就任以来、一度も麻雀も打っていない」とつづったところ、その2日後、2月の旧正月の休暇中にバリ島のホテルで家族と麻雀を打っているとされる写真が民進党の林智鴻によって公開された[179]。15日、これについて会見で「高雄では一度も打っていない」と釈明し、「（画質から判断して）携帯電話ではなくプロ仕様のカメラで撮られたもののようだ。国家機関が監視しているのではないか」と疑問を投げかけたが、林智鴻は「撮影に使用されたのはSamsung Galaxy S9だ」と反論した[180]。なお、18日に新竹市で行った決起集会では「正月に家族と賭け事のない麻雀を打つのは積み木遊びのようなものだ」と述べた[181]。
- 2019年8月28日、「青少年の52%は薬物に汚染されている」と発言したが、警察機構を管轄する内政部は「警政署の統計では違法薬物服用者のうち未成年者は過去2年とも1%に満たない」と即座に反論した。これに対し、韓は「市毒防局の統計による『爪楊枝やインスタント麺に含まれる有害物を経口摂取して汚染された若者』の割合を指したものだった」と釈明した[182]。
- 2019年8月29日、自身のFacebook上でライブ配信した政策座談会の中で、「高度人材の海外流出が止まらず、労働力だけが台湾にやってくることが問題になっている」と見解を示した際、その現状を「鳳凰が皆飛び去った後、一群のニワトリがやってくる」と喩え、同席していた自身の国政顧問に「差別はいけません。労働力も人間です」と制止される一幕があった[183][184]。なお、同座談会では「今夜、新住民（移民）の生活を理解するために新住民の家に宿泊する予定だ」[183]と述べていたが、翌日、疲労のために宿泊を急遽キャンセルしたことを明らかにした[185]。9月4日、「ニワトリ」は「非合法な仕事に従事している移民」を指したものだったと釈明し、税関からそういった問題について陳情を受けていると述べた。これに対し、移民署は「移民労働者は税関の管轄ではない」と指摘し、さらに新住民団体の東協経貿文化交流協会が「彼らは台湾で搾取を受けた末にそういう選択をしたのであって、自ら望んだ者はいない」と声明を発表し、謝罪を求めた[186][187]。
- 2019年9月27日、自身のFacebook上で「私が小さい頃は多くの親が自分の子供に『コンピュータゲームをやるな』と言っていた」と述べたが、台湾でコンピュータゲームが発売されたのは1977年であり、1957年生まれの韓国瑜の幼少時代にコンピュータゲームが存在しなかったことが指摘されている[188]。
- 2019年10月28日、彰化市で行われた自身の応援集会で、民進党の蔡英文総統、林右昌（中国語版）基隆市長、鄭文燦桃園市長などのことを「白白胖胖（白くて太っている）」と形容して批判し、自身や国民党の侯友宜新北市長、盧秀燕台中市長などのことを「黑黑瘦瘦（黒くて痩せている）」と形容したことから、他人の身体特徴を批判するのは誹謗中傷だと物議を醸した。これに対し、韓国瑜の選挙本部は「白白胖胖」は身体的外見ではなく民進党の政治腐敗を表したものであると釈明した[189]。
- 2019年11月1日、桃園市で行われた自身の応援集会で「台湾はとても素敵な場所で、あの残酷で残忍な第二次世界大戦中で米軍が大反撃を仕掛けた際にも台湾は攻撃されず、沖縄が攻撃された」と語った。実際には1944年から1945年にかけて台湾各地の軍事施設や工業施設が米軍の爆撃を受けており、なかでも1945年5月31日に行われた台北に対する爆撃では約3,000人もの市民が死亡している[190]。
- 2019年11月26日、台東市で行われた自身の応援集会で「原住民地区の学校では中国語と英語のバイリンガル教育を実施し、母語は家で学ぶべきだ」と提案した。これに対し、原住民族委員会は「学校における原住民語教育は原住民族語言発展法において保障されている。原住民語に限定してそのような施策を実施することは違法であり、同時に原住民語に対する差別だ」と批判した[191]。なお、同月3日に台中市で行われた応援集会では妻の李佳芬が「学校で台湾語を教えるのは教育資源の浪費だ。家庭ではできないことを学校はするべきだ」と発言し、原住民語や台湾語の団体から「母語文化の破壊だ」と批判を受けている[192]。
- 2020年2月1日、新型コロナウイルス流行に伴い患者を隔離することについて火神山医院を参考に大規模「収容所」を設置する考えであることを述べ、野党市議らが問題視した[193]。
- 同月末、228和平記念日における追悼スピーチで日付を2月28日ではなく8月23日（1958年の金門砲戦が勃発した日）に、革命家謝雪紅の名を王雪紅（中国語版）（HTCを創業した実業家）と言い間違える一幕があった[194]。

## エピソード

### 黄光芹インタビュー事件・印税収入事件
2019年2月25日、口述自伝『跟著月亮走』の共同著者・黄光芹が自身のFacebook上で「市長就任から2ヶ月足らずでは総統選に出る正当性は無い」とつづったところ、韓国瑜の支持者たちから漫罵を受けた。
3月11日、韓国瑜はラジオ番組で黄光芹のインタビューを受け、「2020年の総統選のことは考えていない」、「（市長として）当然4年の任期を全うする」と言明した。ところが、放送終了後に再び「市長を4年やり通すのか？」と問われると、驚いた様子で「誰が言ったんだ？」と聞き返し、「現時点で2020年のことは考えていない」と述べた。これについて黄光芹は再びFacebook上で「気持ちが揺れているから曖昧な返事になるのだろう」と指摘した。13日、黄光芹は韓国瑜の支持者たちから再び漫罵を受け、子供に危害を与えると脅迫する者まで現れたため、警察に通報した。さらに4月2日には名誉毀損で約20人を告訴すると発表した。
4月24日、黄光芹は自身のFacebook上で、『跟著月亮走』に共同著者として携わったことについて韓国瑜の支持者たちから事あるごとに「韓国瑜の名前を使って金を騙し取っている」、「黄光芹から金を吐き出させろ」といった旨の誹りを受けてきたが、韓国瑜とその家族がこれまで一度も自分のために弁駁してくれなかったため、「真相」を明かすと述べた。その内容は、同書が出版されて間もなく韓国瑜の妻・李佳芬が出版元の時報出版に「版権は誰に属するのか？」と問い合わせ、150万ニュー台湾ドルの印税収入を受け取ったほか、海外版権を時報出版から剥奪したというもので、黃光芹はさらに「オリジナルの原稿データはすでに私の許可なく持ち去られており、今後権利侵害が発生した場合、韓国瑜に対して法的手段を取る準備ができている」と説明した。25日、李佳芬はこれに対し、「実際に受け取ったのは97万で、そこから黄光芹の20万を差し引いた約70万を受け取った」と反論し、「版権が黄光芹と出版社にあるのは知らなかった。もし知っていたらインタビューは受けなかった」と釈明した。
5月15日、時報出版は同社の公式サイト上で「作者の要求に応じ、双方の同意を得て6月1日に出版契約を解除する」と発表した。

### その他のエピソード
- 2004年1月3日、雲林県西螺鎮を自動車で走行中、一灯式信号で十分な一時停止を怠り、優先道路側を走行中のバイクと衝突した。事故調査によりバイクの運転手側の速度超過が判明したが、バイクに同乗していた男性が死亡し、裁判所は韓国瑜に対して過失致死傷罪で懲役6ヶ月または罰金・執行猶予2年の有罪判決を言い渡した。なお、事故で死亡した男性の遺族とは450万ニュー台湾ドルで和解が成立している[206][207][208]。
- 中国語で「瑜」と「魚」が同音であることからインターネット上で『韓国魚（Korean Fish）』と呼ばれることがあり[209]、数々の風刺漫画で知られる漫画家の韋宗成も2018年市長選挙時に取り上げている[210]。
- 高雄市長当選直後の駁二動漫祭（高雄市のACG同人イベント）期間中にポケットモンスターの登場人物サトシのコスプレを披露している[211]。
- それまでの市のマスコット役だった高雄熊（中国語版）（ガオションション）や前市長陳菊の「花媽」に代わるものとして、愛犬の柴犬「米魯」と自身をコミカライズしたキャラクターを市政府新聞局や街頭などで起用している[212]。
- 2019年7月、街宣活動中に立ち寄った飲食店で高雄メトロのイメージキャラクター（高捷少女・小穹）の着ぐるみに出くわしたが、一旦抱擁したあとに3度頭突きを見舞った[213]。着ぐるみを製作している企業からは、着ぐるみの破損だけではなく、過去に脳震盪を起こした事例を挙げて中の人が負傷する恐れがあると抗議を受けた。韓は「熱意を表現したにすぎない」旨の釈明をしている[214][215]。
- 2019年8月21日、台北市米国商会（商工会議所）で「白天是student，晚上是American Club Security Guard」といった中国語混じりの英語でスピーチを行った[216]。これについてインターネット上で「本当に英文学学科卒なのか？」と学歴の真偽を疑う声があがったため、25日、Facebook上で自身の学位証明書を公開し、事実であることを証明した[217]。
- 2019年8月29日、引退を表明していた高雄市出身のプロ野球選手彭政閔の故郷高雄での最終戦で試合開始前にグラウンドに登場し、彭政閔に名誉市民証書と共に自身のサイン入りのボールを授与した[218]。台湾では2016年に蔡英文総統がメジャーリーグ挑戦で渡米した陳偉殷に、2019年には桃園市の鄭文燦市長がジュニアリーグの台湾代表となった市内中学の野球チームにそれぞれサインボールを贈っているが、いずれも選手側のリクエストに応じたものであり、政治家が自ら進んで選手にサインボールを贈るのは異例のこと[218][219]。
- 2019年9月6日、四維の行政センターで東京大学東洋文化研究所両岸関係研究グループと会見を行った。会見は午前11時20分から行われる予定だったが、研究グループ側が会場に姿を見せたのは11時36分だった。このことについて会見終了後に記者からコメントを求められ、「日本人を25分待った」、「私は全く気にしてない」、「間違えて鳳山の方へ行ってしまったようだ」などと語った[220]。これに対し、研究グループ側はFacebook上で、「11時に鳳山行政センターと知らされていたが、前日に市長の用事で11時20分になった」、「鳳山の近くに到着した11時4分に電話があり、『場所の連絡を間違えた。すぐに四維の行政センターに来てくれ』と言われた」と会場入りが遅れた経緯について説明した上で、「市長自身も会見の冒頭で韓陣営側の連絡ミスを認め謝っていた」と指摘し、韓国瑜が記者に語ったコメントについて「理解し難い」と述べた[221]。8日、研究グループ側は韓陣営から改めて謝罪があったことを明かし、謝罪を受け入れるとした[222]。一方、韓国瑜は同日の決起集会で「冗談で『今日は少し早く着いた』と言ったら、日本人は『自分たちが遅刻したのか』と連絡の問題を公表した。私の言葉は組み替えられて、私の人格はもうすぐ完全に否定される」と述べた[223]。
- 2022年1月17日、台北地方法院は、2020年の総統選挙に際し中国当局から受け取った資金で国民党候補の韓国瑜への投票を働き掛けたとして、総統副総統選挙罷免法違反の罪で中国湖南省在住の台湾人ビジネスマンら5人に懲役3年10月〜1年8月の有罪判決を言い渡した[224]。

## 2018年高雄市長選挙

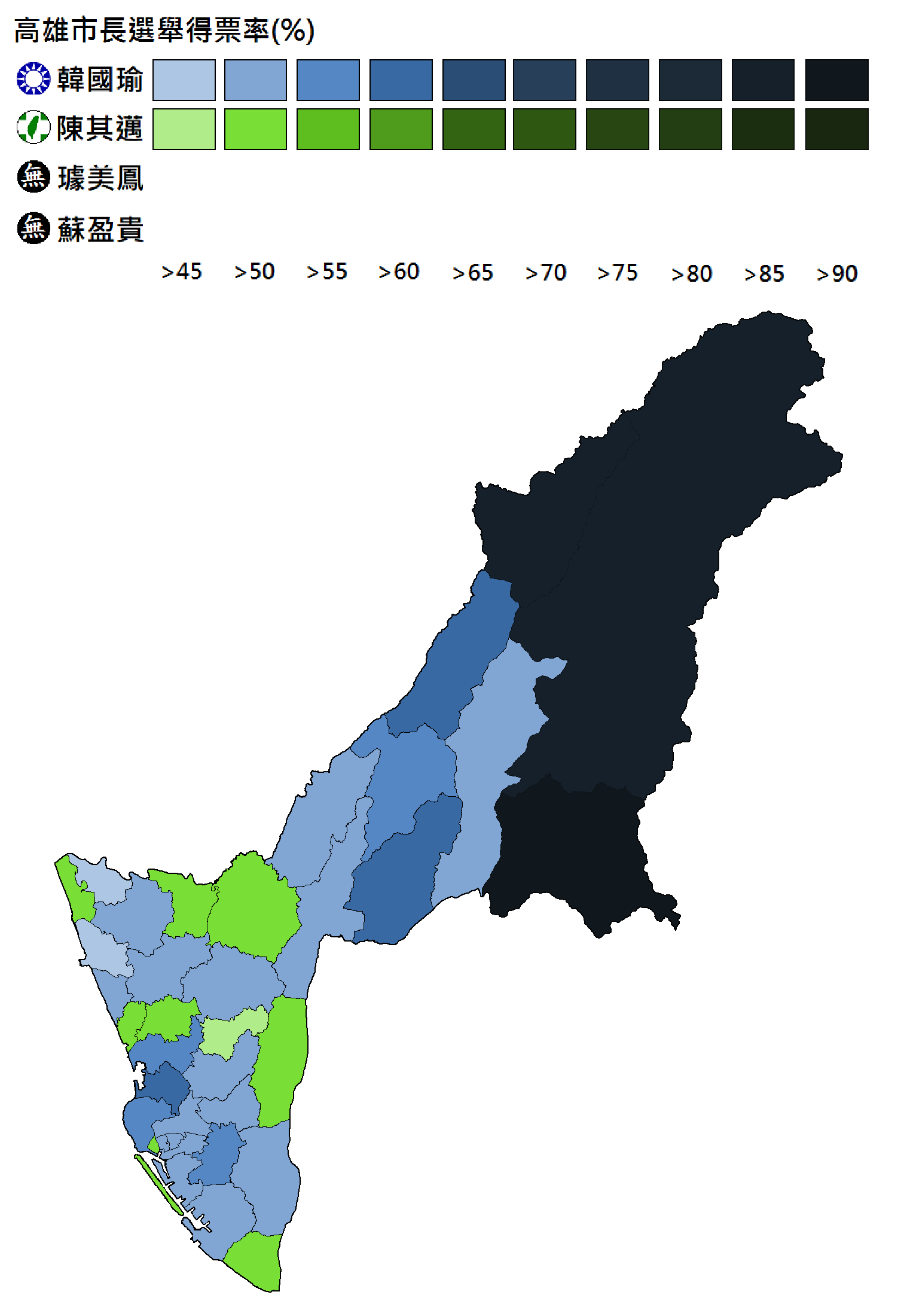
高雄市長選挙得票分布。

| 2018年高雄市長選挙結果 | 2018年高雄市長選挙結果 | 2018年高雄市長選挙結果 | 2018年高雄市長選挙結果 | 2018年高雄市長選挙結果 | 2018年高雄市長選挙結果 | 2018年高雄市長選挙結果 |
| 候補者番号             | 候補者名               | 政党                   | 得票数                 | 得票率                 | 当落                   |                        |
| ---------------------- | ---------------------- | ---------------------- | ---------------------- | ---------------------- | ---------------------- | ---------------------- |
| 1                      | 韓国瑜                 | 中国国民党             | 892,545                | 53.87%                 |                        |                        |
| 2                      | 陳其邁                 | 民主進歩党             | 742,239                | 44.80%                 |                        |                        |
| 3                      | 璩美鳳                 | 無所属                 | 7,998                  | 0.48%                  |                        |                        |
| 4                      | 蘇盈貴                 | 無所属                 | 14,125                 | 0.85%                  |                        |                        |
| 有権者数               | 有権者数               | 有権者数               | 2,281,338              | 2,281,338              | [ 227 ]                |                        |
| 投票数                 | 投票数                 | 投票数                 | 1,677,650              | 1,677,650              | [ 227 ]                |                        |
| 有効票                 | 有効票                 | 有効票                 | 1,656,907              | 1,656,907              | [ 227 ]                |                        |
| 無効票                 | 無効票                 | 無効票                 | 20,743                 | 20,743                 | [ 227 ]                |                        |
| 投票率                 | 投票率                 | 投票率                 | 73.54%                 | 73.54%                 | [ 227 ]                |                        |

### 註釈
1. ↑  台湾の選挙制度では有権者は現住所ではなく出身地の選挙区で投票する[30]
2. ↑  総統選で敗れた場合でも市長職は継続するとしている[115]
3. ↑  666は「6月6日星期六、すなわち6/6土曜日を意味する」
4. ↑  同程度の看板は韓陣営も総統および立法委員選挙で用いていたが、それらは選挙期間中に撤去されていない
5. ↑  日本では学校の体育館などが多用されるが、台湾では教室が一般的
6. ↑  「マリア」はフィリピンの女性に多い名前で、台湾では看護や家政婦の仕事に就いている外国人労働者の呼称として用いられることがある。[169]